# Alexandre Roos
Alexandre Roos, né le 9 mai 1969 à Strasbourg en Alsace, est un entrepreneur français, cofondateur et président-directeur général du site Winamax.

## Formation
Après avoir grandi à Obernai, Alexandre Roos entre à l'École centrale Paris, où il obtient son diplôme en 1992.

## Carrière
Avec Orianne Garcia et son ami d'enfance Christophe Schaming, il crée Lokace en 1994, un moteur de recherche francophone, revendu par la suite au fournisseur d'accès à Internet Infonie. Le même trio créée quelques années plus tard le premier fournisseur d’adresses électroniques gratuites en France, à savoir Caramail en 1997, revendu au plus haut de la bulle internet en 2000 au groupe Spray Network.
À l'arrivée des sites de jeu en ligne, Alexandre Roos rachète en 2005 le site anglais Winamax, qui propose alors des paris sportifs. Avec Christophe Schaming, ils repositionnent le site sur le poker. Les années suivantes, ils nouent un partenariat avec le chanteur Patrick Bruel, lui-même joueur de poker. Avec plusieurs années d'avance sur leurs concurrents, Alexandre Roos et Christophe Schaming réussissent à s'imposer dans le paysage du jeu en ligne lorsque l'Autorité de régulation des jeux en ligne donne l'agrément à l'ouverture du marché en France en 2010. Ils ouvrent les services du site aux paris sportifs en avril 2016.
En 2006, Alexandre Roos, à nouveau aux côtés de Christophe Schaming et Orianne Garcia, fait également partie de l'équipe dirigeante d'un site de ventes de lentilles de contact par correspondance, domicilié en Allemagne (lentilles-moins-cher.com).